# Ernesto Codignola
Ernesto Codignola (Genova, 1885. június 23. – Firenze, 1965. szeptember 29.) olasz pedagógus, Giovanni Gentile munkatársa személyében az olaszországi közoktatási reform és tv. (1923) egyik kidolgozója.

## Élete
A Firenze városában található egyetemi tanárokat képző intézetének (Instituto superiore di magistero) igazgatója, valamint pedagógiai professzora volt. Az újidealizmus egyik képviselőjeként, eléggé erőteljesen küzdött a pozitivizmus térhódítása ellen. Alapítója és igazgatója volt a Scuola-Citta Pestalozzi nevű iskolának.

## Művei
Főbb művei a következők:
- La riforma della cultura magistrale, 1917
- Il problema dell’ educazione nazionale in Italia, 1919
- Per la dignitŕ e la libertŕ della scuola, 1919
- Problemi di didattica, 1919
- Lo spirito dei nuovi programmi per la scuola elementare, 1924–1925
- Educatori moderni, 1926
- Avviamento allo studio della pedagogia, 1937
- Educazione liberatrice, 1947